# League of Legends: Wild Rift
League of Legends: Wild Rift (abbreviato LoL: WR o semplicemente Wild Rift) è un videogioco MOBA sviluppato e pubblicato da Riot Games per Android, iOS e iPadOS. Il gioco è una versione modificata del titolo per PC, League of Legends.
Come in League of Legends, i giocatori controllano un personaggio ("campione") con abilità uniche e combattono contro una squadra di giocatori o unità controllate dall'IA, con l'obiettivo di distruggere il "Nexus" della squadra avversaria.
Ogni partita di League of Legends: Wild Rift comincia sempre allo stesso modo e non viene influenzata dalle partite precedenti. Tutti i campioni iniziano relativamente deboli ma aumentano di forza accumulando oggetti ed esperienza nel corso del gioco.
I campioni sono influenzati da una vasta varietà di generi e culture, fra cui l'high fantasy e lo steampunk.

## Modalità di gioco

Screenshot del gioco, Landa degli evocatori, 2021

League of Legends: Wild Rift è un MOBA (multiplayer online battle arena) multigiocatore con visuale isometrica. 
I giocatori possono affrontarsi in partite normali o classificate cooperando per distruggere le difese nemiche (chiamate "torri") e raggiungere il Nexus. 
La durata media delle partite è di 15-20 minuti, più breve confrontata a quella di League of Legends che è di circa 40 minuti.
Ci sono anche altre differenze rispetto a League of Legends, ad esempio l'assenza delle torri in protezione del Nexus, degli inibitori ed il Nexus può sparare direttamente ai nemici. 
Nel primo periodo dopo la pubblicazione del gioco la selezione dei campioni disponibili è notevolmente ridotta rispetto alla versione PC del gioco con soltanto 61 campioni a fronte dei 154 della controparte per computer.

## Sviluppo
Dopo aver acquisito Riot Games, Tencent ha chiesto loro di trasformare League of Legends in un titolo per smartphone. Tuttavia, Riot ha rifiutato affermando che il gioco non poteva essere replicato su smartphone. Successivamente, Tencent pubblicò un suo MOBA per smartphone, Honor of Kings (internazionalmente conosciuto come Arena of Valor ) nel 2015, mettendo a dura prova il rapporto d'affari tra Tencent e Riot Games.
League of Legends: Wild Rift è stato annunciato il 15 ottobre 2019 durante la celebrazione del decimo anniversario di League of Legends.

## Pubblicazione
League of Legends: Wild Rift è stato pubblicato nel 2020, con una versione alfa limitata in Brasile e Filippine a giugno 2020.
Il 16 settembre 2020, Wild Rift è stato pubblicato in beta limitata nel sud-est asiatico tramite Google Play e TestFlight di Apple, con ulteriori regioni da aggiungere in un secondo momento.  L'8 ottobre 2020, la Corea del Sud e il Giappone sono stati inclusi nella versione beta.
La beta pubblica per il sud-est asiatico è iniziata il 27 ottobre 2020. Il 7 dicembre 2020, la beta è stata ampliata per includere Vietnam, Oceania e Taiwan. Il 10 dicembre 2020, la beta pubblica è stata ampliata prima del previsto per includere la Comunità degli Stati Indipendenti, Europa, Medio Oriente e Turchia.
La versione console al momento è stata messa in pausa per dare la precedenza a Valorant.